# Billboardlistans förstaplaceringar 1984
Detta är en lista över 1984 års förstaplaceringar på Billboard Hot 100. 

## Listhistorik
| Datum        | Låt                                         | Artist                           |
| 7 januari    | "Say Say Say"                               | Paul McCartney & Michael Jackson |
| 14 januari   | "Say Say Say"                               | Paul McCartney & Michael Jackson |
| January 21   | "Owner of a Lonely Heart"                   | Yes                              |
| 28 januari   | "Owner of a Lonely Heart"                   | Yes                              |
| 4 februari   | "Karma Chameleon"                           | Culture Club                     |
| 11 februari  | "Karma Chameleon"                           | Culture Club                     |
| 18 februari  | "Karma Chameleon"                           | Culture Club                     |
| 25 februari  | "Jump"                                      | Van Halen                        |
| 3 mars       | "Jump"                                      | Van Halen                        |
| 10 mars      | "Jump"                                      | Van Halen                        |
| 17 mars      | "Jump"                                      | Van Halen                        |
| 24 mars      | "Jump"                                      | Van Halen                        |
| 31 mars      | "Footloose"                                 | Kenny Loggins                    |
| 7 april      | "Footloose"                                 | Kenny Loggins                    |
| 14 april     | "Footloose"                                 | Kenny Loggins                    |
| 21 april     | "Against All Odds (Take a Look at Me Now)"  | Phil Collins                     |
| 28 april     | "Against All Odds (Take a Look at Me Now)"  | Phil Collins                     |
| 5 maj        | "Against All Odds (Take a Look at Me Now)"  | Phil Collins                     |
| 12 maj       | "Hello"                                     | Lionel Richie                    |
| 19 maj       | "Hello"                                     | Lionel Richie                    |
| 26 maj       | "Let's Hear It for the Boy"                 | Deniece Williams                 |
| 2 juni       | "Let's Hear It for the Boy"                 | Deniece Williams                 |
| 9 juni       | "Time After Time"                           | Cyndi Lauper                     |
| 16 juni      | "Time After Time"                           | Cyndi Lauper                     |
| 23 juni      | "The Reflex"                                | Duran Duran                      |
| 30 juni      | "The Reflex"                                | Duran Duran                      |
| 7 juli       | "When Doves Cry"                            | Prince                           |
| 14 juli      | "When Doves Cry"                            | Prince                           |
| 21 juli      | "When Doves Cry"                            | Prince                           |
| 28 juli      | "When Doves Cry"                            | Prince                           |
| 4 augusti    | "When Doves Cry"                            | Prince                           |
| 11 augusti   | "Ghostbusters"                              | Ray Parker Jr.                   |
| 18 augusti   | "Ghostbusters"                              | Ray Parker Jr.                   |
| 25 augusti   | "Ghostbusters"                              | Ray Parker Jr.                   |
| 1 september  | "What's Love Got to Do with It"             | Tina Turner                      |
| 8 september  | "What's Love Got to Do with It"             | Tina Turner                      |
| 15 september | "What's Love Got to Do with It"             | Tina Turner                      |
| 22 september | "Missing You"                               | John Waite                       |
| 29 september | "Let's Go Crazy"                            | Prince & the Revolution          |
| 6 oktober    | "Let's Go Crazy"                            | Prince & the Revolution          |
| 13 oktober   | "I Just Called to Say I Love You"           | Stevie Wonder                    |
| 20 oktober   | "I Just Called to Say I Love You"           | Stevie Wonder                    |
| 27 oktober   | "I Just Called to Say I Love You"           | Stevie Wonder                    |
| 3 november   | "Caribbean Queen (No More Love on the Run)" | Billy Ocean                      |
| 10 november  | "Caribbean Queen (No More Love on the Run)" | Billy Ocean                      |
| 17 november  | "Wake Me Up Before You Go-Go"               | Wham!                            |
| 24 november  | "Wake Me Up Before You Go-Go"               | Wham!                            |
| 1 december   | "Wake Me Up Before You Go-Go"               | Wham!                            |
| 8 december   | "Out of Touch"                              | Daryl Hall & John Oates          |
| 15 december  | "Out of Touch"                              | Daryl Hall & John Oates          |
| 22 december  | "Like a Virgin"                             | Madonna                          |
| 29 december  | "Like a Virgin"                             | Madonna                          |
|              |                                             |                                  |